# Иванов, Владимир Владимирович (режиссёр)
Влади́мир Влади́мирович Ивано́в (род. 12 ноября 1947) — советский и российский актёр театра и кино, театральный педагог, режиссёр Театра имени Вахтангова, заместитель директора Центрального дома актёра (ЦДА) по художественной части, заслуженный артист России (1994), заслуженный деятель искусств России (2004).

## Краткая биография
Выпускник Театрального училища им. Б. Щукина (1970, курс М. Р. Тер-Захаровой).
С 1972 года работает в Театре имени Вахтангова. Параллельно с работой в театре с 1978 года преподаёт на кафедре мастерства актёра «родного» Щукинского училища, с 1998 года — профессор.
Именно в стенах училища началось увлечение Иванова режиссурой, которое первоначально ограничивалось студенческими дипломными спектаклями и ассистированием на постановках Роберта Стуруа и Петра Фоменко, а впоследствии переродилось в одно из основных направлений творческой деятельности. В результате, в 1990-е годы В. В. Иванов завершил актёрскую карьеру, сосредоточившись на режиссуре, педагогике и общественной деятельности.
В настоящее время Иванов — один из ведущих педагогов Театрального института им. Б. Щукина. В качестве художественного руководителя выпустил пять курсов (в 1994, 1999, 2008, 2014, 2020 годах). Среди учеников: Мария Аронова, Анна Дубровская, Нонна Гришаева, Кирилл Пирогов, Владимир Епифанцев, Павел Сафонов, Андрей Барило, Михаил Дорожкин, Александр Олешко, Даниил Белых, Игнат Акрачков, Константин Соловьёв и др. Сразу 14 его учеников выпуска 2008 года были приняты в труппу Театра имени Вахтангова, а их дипломный спектакль «Белая акация», поставленный по оперетте И. О. Дунаевского В. В. Ивановым, был включён в репертуар театра.
14 ноября 2011 года на заседании правления ЦДА имени А. А. Яблочкиной был избран его художественным руководителем.
8 марта 2013 года стал лауреатом российской национальной актёрской премии имени Андрея Миронова «Фигаро» в номинации «За служение репертуарному театру».

## Роли в театре
- «Молодость театра» А. Гладкова — Миркин
- «Мещанин во дворянстве» Мольера — Лакей
- «Игра в каникулы» М. Себастьяна — Джефф
- «Женщина за зелёной дверью» Р. Ибрагимбекова — Гость
- «Кот в сапогах» пьеса Г. Калау по мотивам сказки Ш. Перро — Кот
- «Господа Глембаи» М. Крлежи — Оливер Глембай
- «Гибель эскадры» А. Корнейчука — Дерзкий
- «Ричард III» У. Шекспира — Второй убийца
- «Дела давно минувших дней» по произведениям Н. В. Гоголя — Молоденький чиновник
- «Мистерия-буфф» В. В. Маяковского — Первый чёрт
- «Будьте здоровы» П. Шено — Месье Антропос
- «Полстраницы оперативной сводки» по мотивам произведений К. Симонова и Г. Жукова — Золотарёв
- «Кабинетная история» Р. Ибрагимбекова — Актёр
- «Брестский мир» М. Ф. Шатрова — Свердлов
- «Дело» А. В. Сухово-Кобылина — Тарелкин
- «Мартовские иды» Т. Уайлдера — Катулл

## Роли в кино
- 1970 — «Семья как семья или Коробовы встречают Новый год» — Виктор Коробов, младший сын
- 1970 — «Карлик Нос» (телеспектакль) — Якоб
- 1971 — «Минута молчания» — рядовой Иван Вакулин
- 1972 — «Командир счастливой «Щуки»» — Голик
- 1972 — «Льды уходят в океан» (телеспектакль) — Борисов
- 1973 — «Друзья мои»
- 1973 — «Разные люди» — Владимир Родионов, молодой рабочий
- 1973-1983 — «Вечный зов» — Тищенко
- 1975 — «Не отдавай королеву» — Вася Тетерев
- 1975 — «Там вдали, за рекой» — Иван Ефимович Сахно, командир красного волостного отряда по борьбе с бандитизмом                        *1976 — «Опровержение»  — Павел Комарик
- 1976 — «Мартин Иден» (телеспектакль) — репортёр
- 1978 — «Сапоги всмятку» — артист Борщёв
- 1979 — «Экипаж» — хирург
- 1979 — «Этот фантастический мир. Выпуск 1»
- 1980 — «Антоний и Клеопатра» (телеспектакль)
- 1980 — «Петровка, 38» — Ярцев, задержанный за громкие песни муж роженицы
- 1981 — «И с вами снова я...» — Константин Данзас
- 1982 — «Ричард III» (телеспектакль) — Второй убийца
- 1985 — «Будьте здоровы» (телеспектакль) — Атропос
- 1986 — «Где-то гремит война»
- 1990 — «Наш человек в Сан-Ремо»
- 1990 — «Последняя осень» — Евгений Петрович Звонков
- 1992 — «Самостоятельная жизнь»
- 1998 — «На ножах» — Форов
- 2002 — «Мама» — эпизод

## Режиссёрские работы

### Театральный институт имени Бориса Щукина
- 1981 — «Прощание с Матёрой» В. Г. Распутина (совместно с Л. В. Калиновским)
- 1985 — «Двенадцатая ночь» У. Шекспира
- 1988 — «Милейший Селимар» Э. Лабиш
- 1992 — «Неаполь — город миллионеров» Э. Де Филиппо
- 1994 — «Царская охота» Л. Зорина
- 1996 — «Время и семья Конвей» Дж. Пристли
- 1999 — «Вот так пудинг! („Сваха“)» Т. Уайлдера
- 2002 — «Опасный поворот» Дж. Пристли
- 2007 — «Белая акация» И. Дунаевского
- 2009 — «Контрасты» (песенный вечер; совместно с Т. Н. Агаевой)
- 2011 — «Бабий бунт» Е. Птичкина (по мотивам «Донских рассказов» М. А. Шолохова)

### Театр имени Е. Б. Вахтангова
- 1987 — «Брестский мир» М. Шатрова. Постановка Роберта Стуруа, режиссёр — Владимир Иванов
- 1988 — «Дело» А. В. Сухово-Кобылина. Постановка Петра Фоменко, режиссёр — Владимир Иванов
- 1999 — «Фрёкен Юлия» А. Стриндберга (завершил постановку, начатую А. Гирбой)
- 2000 — «Дядюшкин сон» Ф. М. Достоевского (инсценировка В. Иванова и П. Любимцева)
- 2002 — «Царская охота» Л. Зорина
- 2004 — «Мадемуазель Нитуш» Эрве
- 2007 — «Правдивейшая легенда одного квартала» по роману Дж. Стейнбека «Квартал Тортилья Флэт» (инсценировка В. Иванова и А. Тупикова)
- 2008 — «Матрёнин двор» А. И. Солженицына
- 2008 — «Белая акация» И. Дунаевского
- 2011 — «Люди как люди» по пьесе М. Горького «Зыковы»
- 2011 — «Тихая моя Родина» (спектакль-концерт; автор сценической версии — Владимир Иванов)
- 2011 — «Пристань» по мотивам произведений Б. Брехта, И. А. Бунина, Ф. М. Достоевского, Ф. Дюрренматта, А. Миллера, А. С. Пушкина, Э. Де Филиппо, У. Шекспира. Постановка Римаса Туминаса, режиссёр — Владимир Иванов
- 2012 — «Обычное дело» по пьесе Р. Куни «Чисто семейное дело»
- 2013 — «Кот в сапогах» по сказке Ш. Перро (сценическая версия В. Иванова и С. Плотова)
- 2015 — «Возьмите зонт, мадам Готье!»— постановщик спектакля
- 2016 — «Бенефис» — постановщик спектакля
- 2019 — «Две женщины» — постановщик спектакля
- 2021 — «Мёртвые души» (галопад в двух действиях) (сценическая версия (совместно с Андреем Тупиковым), идея и постановка — Владимир Иванов)

### Московский театр сатиры
- 2002 — «Время и семья Конвей» Дж. Пристли

### Театральный дом «Миллениум»
- «Будьте здоровы, месье!» П. Шено
- 2010 — «Ловушка для мужа» Ж. Пуаре

### Телеспектакли
- 2001 — «Дядюшкин сон» (телеверсия спектакля Театра имени Вахтангова)
- 2005 — «Пропала совесть» (по сказке М. Е. Салтыкова-Щедрина)
- 2008 — «Белая акация» (телеверсия спектакля Театра им. Вахтангова)

## Награды
- Орден Дружбы (22 декабря 2022 года) — за большой вклад в развитие отечественной культуры и искусства, многолетнюю плодотворную деятельность[4]
- Премия города Москвы 2015 года в области литературы и искусства (3 августа 2015) — за постановку спектакля "Кот в сапогах" в Государственном академическом театре имени Евгения Вахтангова
- Заслуженный артист Российской Федерации (6 июля 1994 года) — за заслуги в области театрального искусства[1]
- Заслуженный деятель искусств Российской Федерации (10 марта 2004 года) — за заслуги в области искусства[2].
- Премия «Хрустальная Турандот» в номинации «Мастер» (10 июня 2024 года)[5].